# 百識王
『百識王』（ひゃくしきおう）は、フジテレビ系列で放送されていた知的情報バラエティ番組。製作局のフジテレビでは2006年10月18日（17日深夜）から2013年9月18日（17日深夜）まで、毎週水曜日未明（火曜深夜、JST）に放送されていた。
番組名は、番組開始から1年半（2008年3月まで）は「百識〜百で知るひとつの知識〜」であったが、2008年4月に「百識王」に改題された。

## 概要
毎回ひとつのテーマを取り上げ、そのテーマに関する知識を基本的に穴埋めのクイズ形式で学ぶ。クイズには「百識団」の団員が口頭で解答していくが、たとえ正解が出なくてもある程度時間が経ったら正解が発表される。番組開始当初（2007年3月まで）は番組名の通り第1識から第100識までの100問ちょうどが出題された。
出演者が着用していた学生服は季節ごとに新調されていた。

## 出演者

### 顧問
- 井ノ原快彦（20th Century） - 番組内では「イノッチ先生」として出演。

### ナレーター
- 松元真一郎（2006年 - 2012年、フジテレビアナウンサー）
- 田淵裕章（2013年、フジテレビアナウンサー）

### 百識団団員
2006年10月 - 2007年9月
- 下記の3人に加え、テーマごとにジャニーズJr.から2人がゲスト出演。（所属グループは当時）
  - 藤ヶ谷太輔（Kis-My-Ft2）- お台場学園高校3年生、百識団団長（第5回から）
  - 有岡大貴（J.J.Express） - お台場学園高校2年生
  - 加藤冠（ジャニーズJr.）- お台場学園高校1年生

2007年10月 - 2008年3月
- Hey! Say! JUMPからテーマごとに5人が出演。

2008年4月 - 2013年9月
- テーマごとに、下記から6人前後が出演。（所属グループは当時。）
  - 藤ヶ谷太輔（Kis-My-Ft2）
  - 有岡大貴（Hey! Say! JUMP）
  - 加藤冠（ジャニーズJr.）
  - 岡本圭人（Hey! Say! JUMP）
  - 戸塚祥太（A.B.C-Z）
  - 真田佑馬（ジャニーズJr.、noon boyz）
  - 高田翔（ジャニーズJr.）
  - 山下翔央（ジャニーズJr.）
  - 伊野尾慧（Hey! Say! JUMP）

## 放送内容

### 2006年度
- 1つのテーマを前後編の2回に分けて放送。穴埋めのクイズ形式で、前後編合わせて100問ちょうどが出題される。
- 前編の冒頭と後編の終盤では出演者によるミニドラマが行われる。舞台は、お台場学園高校公認の同好会「百識団」の部室。部屋の中央には、開いた人物が知りたいことについて100の設問で解説してくれる不思議な本「百識」が置かれ、百識団は100の設問の答えを埋めていくことで百識を「完成＝コンプリート」することを目的に活動している。
- 第1回から第12回までのオープニングでは、角度を変えて見ると丸にも四角にも三角にも見える物体を提示しながら「世の中のあらゆる事柄は、ひとつの角度だけでは、その真の姿を知ることはできない」と話すナレーションで始まり、百識の最初のページに「汝、百の答えを用意せよ さすればすべてを与えん」と記されていることを紹介。番組内では、百識が出題する問題に百識団が答えていくという設定で出題された。
- 第13回のミニドラマで、百識は中身の無い形に進化し「我、ベートーヴェンの百識を欲す。汝らに与えられし時間は7つの昼と夜」と話した。これをきっかけに以降は、テーマに関する知識をイノッチ先生や百識団が各自1週間かけて調べ、問題を出し合って答えていくという設定となった。
- 各回の最後には「気になる百識を百秒で検証」と題し、出題された問題に関する場所へ団員1人がロケに行く100秒間[2]のVTRが放送された（一部の回を除く）。
- 第21回は「期末テストスペシャル」と題し、イノッチ先生が2006年度に出題された問題の中から23識を出題。また、百識団から「イノッチの百識」として4識が出題された。

| 回          | 放送日（フジテレビ）       | テーマ                   | 団員（レギュラーを除く）         | ロケ担当 | 備考           |
| ----------- | -------------------------- | ------------------------ | -------------------------------- | -------- | -------------- |
| 第1 - 2回   | 2006年 10月18日 - 10月25日 | コンビニ                 | 薮宏太、河合郁人                 | 河合     |                |
| 第3 - 4回   | 11月1日 - 11月8日          | 焼肉                     | 髙木雄也、真田佑馬               | 髙木     |                |
| 第5 - 6回   | 11月15日 - 11月22日        | 内閣総理大臣             | 石垣大祐、上里亮太               | 上里     |                |
| 第7 - 8回   | 11月29日 - 12月6日         | UFO                      | 真田佑馬、アンダーソン・ケイシー | 真田     |                |
| 第9 - 10回  | 12月13日 - 12月20日        | 鍋                       | 髙木雄也、千賀健永               | 髙木     |                |
| 第11 - 12回 | 2007年 1月10日 - 1月17日   | 戦国時代                 | 風間俊介、伊野尾慧               | 風間     |                |
| 第13 - 14回 | 1月24日 - 1月31日          | ベートーヴェン           | 石垣大祐、千崎涼太               | （なし） |                |
| 第15 - 16回 | 2月7日 - 2月14日           | チョコレート             | 山田涼介、知念侑李               | （なし） |                |
| 第17 - 18回 | 2月21日 - 2月28日          | 東京タワー               | 鮎川太陽、淀川由浩               | 藤ヶ谷   | ロケは後編のみ |
| 第19 - 20回 | 3月7日 - 3月14日           | 幕末維新                 | 風間俊介、北山宏光               | （なし） |                |
| 第21回      | 3月21日                    | 「期末テストスペシャル」 | -                                | -        | 総集編         |

### 2007年度
- 前年度と同様、1つのテーマを前後編の2回に分けて放送（第48回を除く）。基本的に穴埋めのクイズ形式で出題されるが、穴埋め以外のクイズを出題するコーナーも行われたほか、出題数は100問に満たなくなった。また、トークやVTR中に登場した内容も（クイズとして出題されなくても）「1識」としてカウントしテロップで表示。通算では第100識を超える回も超えない回もあった。
- 各回の冒頭では出演者によるミニドラマが行われる（一部の回を除く）。舞台は前年度と同じく百識団の部室。部屋の中央に「百識」が置かれている。
- 出題は、第12回までのように百識が出題する設定と、第13回からのように各自が調べたものを出題する設定が混在していた。
- 各回の中盤では「潜入百識」と題し、出題された問題に関する場所へ団員2人（第46 - 47回は3人）がロケに行くVTRが放送された（一部の回を除く）。時間は前年度の100秒間から大幅に長くなった。VTRは、ロケを通して感じたことを「今週の俺識」としてコメントし締めくくられる。
- 第55回は「2007年ベスト百識」と題し、2007年（前年度も含む）に出題された問題の中からイノッチ先生や団員が選んだ問題が放送された。
- 第66回は「学期末スペシャル」と題し、今年度の団員の活躍をイノッチ先生が通信簿で評価するという設定で、2007年度（課外授業も含む）のロケVTRの中から厳選して放送された。

| 回          | 放送日（フジテレビ）     | テーマ               | 団員（レギュラーを除く）         | ロケ担当           | 備考     |
| ----------- | ------------------------ | -------------------- | -------------------------------- | ------------------ | -------- |
| 第22 - 23回 | 2007年 4月11日 - 4月18日 | 船                   | 髙木雄也、橋本良亮               | 有岡、髙木         |          |
| 第24 - 25回 | 4月25日 - 5月2日         | 天気予報             | 鮎川太陽、真田佑馬               | 加藤、真田         |          |
| 第26 - 27回 | 5月9日 - 5月16日         | 自転車               | 森本龍太郎、森本慎太郎           | 藤ヶ谷、森本（龍） |          |
| 第28 - 29回 | 5月23日 - 5月30日        | 動物園               | 真田佑馬、野澤祐樹               | 真田、野澤         |          |
| 第30 - 31回 | 6月6日 - 6月13日         | 東京湾               | 亀井拓、橋本良亮                 | 亀井、橋本         |          |
| 第32 - 33回 | 6月20日 - 6月27日        | 麺                   | 髙木雄也、千賀健永、伊野尾慧     | 髙木、千賀         | 有岡欠席 |
| 第34 - 35回 | 7月4日 - 7月11日         | カメラ               | 鮎川太陽、山下翔央               | 鮎川、山下         |          |
| 第36 - 37回 | 7月18日 - 7月25日        | 消防                 | 河合郁人、塚田僚一               | 河合、塚田         |          |
| 第38 - 39回 | 8月1日 - 8月8日          | 昆虫                 | 鮎川太陽、アンダーソン・ケイシー | 鮎川、アンダーソン |          |
| 第40 - 41回 | 8月15日 - 8月22日        | 日本一               | 真田佑馬、野澤祐樹               | （なし）           |          |
| 第42 - 43回 | 8月29日 - 9月5日         | ビル                 | 真田佑馬、岡本圭人               | 真田、岡本         |          |
| 第44 - 45回 | 9月12日 - 9月19日        | ラジコン             | 岡本圭人、中島裕翔               | 岡本、中島         |          |
| 第46 - 47回 | 10月17日 - 10月24日      | ペット               | 髙木、伊野尾、有岡、岡本、森本   | 髙木、伊野尾、岡本 |          |
| 第48回      | 10月31日                 | バレーボール         | 岡本、山田、中島、知念、森本     | （なし）           |          |
| 第49 - 50回 | 11月7日 - 11月14日       | 世界一               | 薮、髙木、伊野尾、八乙女、有岡   | （なし）           |          |
| 第51 - 52回 | 11月21日 - 11月28日      | ジーンズ             | 髙木、有岡、山田、中島、知念     | 髙木、有岡         |          |
| 第53 - 54回 | 12月5日 - 12月12日       | 自動販売機           | 岡本、知念、伊野尾、中島、森本   | 岡本、知念         |          |
| 第55回      | 12月19日                 | 「2007年ベスト百識」 | -                                | -                  | 総集編   |
| 第56 - 57回 | 2008年 1月9日 - 1月16日  | お風呂               | 薮、伊野尾、有岡、岡本、知念     | 岡本、知念         |          |
| 第58 - 59回 | 1月23日 - 1月30日        | 駄菓子               | 薮、髙木、八乙女、有岡、岡本     | 伊野尾、有岡       |          |
| 第60 - 61回 | 2月6日 - 2月13日         | 鞄                   | 伊野尾、有岡、岡本、中島、森本   | 岡本、森本         |          |
| 第62 - 63回 | 2月20日 - 2月27日        | 最新おもちゃ         | 髙木、伊野尾、有岡、知念、森本   | （なし）           |          |
| 第64 - 65回 | 3月5日 - 3月12日         | 焼き物               | 髙木、伊野尾、有岡、知念、森本   | 伊野尾、有岡       |          |
| 第66回      | 3月19日                  | 「学期末スペシャル」 | -                                | -                  | 総集編   |

### 2008年度
- 番組タイトルが「百識王」に改題。毎週（まれに2週に渡って）異なるテーマを取り上げるようになった。
- 各回の冒頭や中盤では出演者によるミニドラマが行われる。舞台は前年度までと変わり、基本的にお台場学園高校の学食で行われるようになった。なお、出題は前年度までと同様、百識団の部室で行われる。
- イノッチ先生や団員の1人が司会となり、講義をする形で進行。前年度までと同様に基本的に穴埋めのクイズ形式で出題するほか、関連する知識を出演者全員で体験して学ぶ場面も増えるようになった。問題番号のカウントは行われなくなった。
- 各回の中盤にはロケのVTRも放送され（一部の回を除く）、前期は「王様のワガママ」と題し、団員が王様からの司令をクリアするという形でロケが行われた。
- 第89回では「百識王〜SideB〜」と題したドラマのほか、「名場面」として2008年度前期のロケVTRの中から厳選して放送された。
- 第102回「新幹線」は番組初の2時間スペシャルで放送。通常の深夜枠ではなく、12月31日の13:30 - 15:30に放送された[3]。百識団団員として、レギュラーの戸塚、山下、高田、真田、藤ヶ谷、岡本に加え、千賀健永、玉森裕太、宮田俊哉、北山宏光が出演した。放送に収まらなかった内容は第105回で「特別編」として放送された。

| 回            | 放送日（フジテレビ） | テーマ                 | 備考            |
| ------------- | -------------------- | ---------------------- | --------------- |
| 第67回        | 2008年 4月9日        | 漢字                   |                 |
| 第68回        | 4月16日              | 絶叫マシン             |                 |
| 第69回        | 4月23日              | 錯覚                   |                 |
| 第70回        | 4月30日              | 飛行機                 |                 |
| 第71回        | 5月7日               | サーフィン             |                 |
| 第72回        | 5月14日              | 水族館                 |                 |
| 第73回        | 5月21日              | お金                   |                 |
| 第74回        | 5月28日              | パティシエ             |                 |
| 第75回        | 6月4日               | 給食                   |                 |
| 第76 - 77回   | 6月11日 - 6月18日    | アウトドア             |                 |
| 第78回        | 6月25日              | 道路                   |                 |
| 第79 - 80回   | 7月2日 - 7月9日      | 東京ディズニーリゾート |                 |
| 第81回        | 7月16日              | 宝石                   |                 |
| 第82回        | 7月23日              | 花火                   |                 |
| 第83 - 84回   | 7月30日 - 8月6日     | オリンピック           |                 |
| 第85回        | 8月13日              | 氷                     |                 |
| 第86 - 87回   | 8月20日 - 8月27日    | 富士山                 |                 |
| 第88回        | 9月3日               | 睡眠                   |                 |
| 第89回        | 9月10日              | 「百識王〜SideB〜」    | 総集編          |
| 第90回        | 9月17日              | 焼き鳥                 |                 |
| 第91回        | 9月24日              | 家電                   |                 |
| 第92回        | 10月15日             | 石油                   |                 |
| 第93回        | 10月22日             | 寿司                   |                 |
| 第94回        | 10月29日             | 橋                     |                 |
| 第95回        | 11月5日              | ロボット               |                 |
| 第96 - 97回   | 11月12日 - 11月19日  | ダンス                 |                 |
| 第98回        | 11月26日             | 温泉                   |                 |
| 第99回        | 12月3日              | 渋谷                   |                 |
| 第100回       | 12月10日             | 手品                   |                 |
| 第101回       | 12月17日             | 年末年始               |                 |
| 第102回       | 12月31日             | 新幹線                 | 2時間スペシャル |
| 第103回       | 2009年 1月7日        | 書道                   |                 |
| 第104回       | 1月14日              | 月                     |                 |
| 第105回       | 1月21日              | 新幹線                 | 「特別編」      |
| 第106回       | 1月28日              | 歯                     |                 |
| 第107回       | 2月4日               | 雪                     |                 |
| 第108回       | 2月11日              | 喫茶店                 |                 |
| 第109回       | 2月18日              | 防犯                   |                 |
| 第110回       | 2月25日              | 帽子                   |                 |
| 第111 - 112回 | 3月4日 - 3月11日     | 横浜                   |                 |
| 第113回       | 3月18日              | 花粉症                 |                 |

### 2009年度
- 前年度まで行われていたミニドラマは行われなくなった。
- 基本的に前年度と同様に講義をする形で進行するが、特別講師を呼ぶ回も出てくるようになった。また、クイズが出題されない回も出てくるようになった。
- 第116回で「ゆるゲー」（誰でも簡単にできるゆるいゲームのこと）を特集して以降、ゆるゲーの特集がシリーズ化。また、その他の一部の回でも、番組終盤や冒頭に「今週のゆるゲー」と題し団員がゆるゲーを行うコーナーが設けられた。2010年1月には、紹介したゆるゲーを集めた書籍『百識王presents 完全攻略（秘）ノート ゆるゲー傑作選』（ISBN 978-4-594-06116-6）が発行された。

| 回            | 放送日（フジテレビ） | テーマ                     | 備考               |
| ------------- | -------------------- | -------------------------- | ------------------ |
| 第114回       | 2009年 4月8日        | 桜                         |                    |
| 第115回       | 4月15日              | バス                       |                    |
| 第116回       | 4月22日              | ゆるゲー                   |                    |
| 第117回       | 4月29日              | 渋滞                       |                    |
| 第118回       | 5月6日               | カレンダー                 |                    |
| 第119回       | 5月13日              | 必殺技                     |                    |
| 第120回       | 5月20日              | 裁判員制度                 |                    |
| 第121回       | 5月27日              | 未確認動物                 |                    |
| 第122回       | 6月3日               | おたメシ                   | 「お試し飯」の意。 |
| 第123回       | 6月10日              | シーカヤック               |                    |
| 第124回       | 6月17日              | ゆるゲー                   | 第2弾              |
| 第125回       | 6月24日              | ネット語                   |                    |
| 第126回       | 7月1日               | 東京の地名                 |                    |
| 第127回       | 7月8日               | ゆるゲー                   | 第3弾              |
| 第128回       | 7月15日              | 太陽                       |                    |
| 第129回       | 7月22日              | 花火                       |                    |
| 第130回       | 7月29日              | ゆるゲー                   | 第4弾              |
| 第131回       | 8月5日               | GPS                        |                    |
| 第132回       | 8月12日              | 仏像                       |                    |
| 第133 - 134回 | 8月19日 - 8月26日    | ゆるゲー                   | 第5弾              |
| 第135回       | 9月2日               | ダム                       |                    |
| 第136回       | 9月9日               | 文房具                     |                    |
| 第137回       | 9月16日              | ゆるゲー                   | 第6弾              |
| 第138回       | 9月23日              | コメ                       |                    |
| 第139回       | 10月14日             | キノコ                     |                    |
| 第140回       | 10月21日             | 世界に誇るあっぱれ日本人！ |                    |
| 第141回       | 11月4日              | ニセモノ                   |                    |
| 第142回       | 11月11日             | ボディビル                 |                    |
| 第143回       | 11月18日             | 甲冑                       |                    |
| 第144回       | 11月25日             | 地デジ                     |                    |
| 第145回       | 12月2日              | 人はなぜ買ってしまうのか？ |                    |
| 第146回       | 12月9日              | 新エネルギー               |                    |
| 第147回       | 12月16日             | 築地                       |                    |
| 第148回       | 2010年 1月6日        | 日本が誇るご当地産業       |                    |
| 第149回       | 1月13日              | カニ                       |                    |
| 第150回       | 1月20日              | 地下鉄                     |                    |
| 第151回       | 1月27日              | ゆるゲー                   | 第7弾              |
| 第152回       | 2月3日               | その先どうなる？           |                    |
| 第153回       | 2月10日              | 日本サッカー               |                    |
| 第154回       | 2月17日              | 日本の常識 世界では非常識  |                    |
| 第155回       | 2月24日              | 似顔絵                     |                    |
| 第156回       | 3月3日               | サバイバルゲーム           |                    |
| 第157回       | 3月10日              | 東京の地名                 | 第2弾              |
| 第158回       | 3月17日              | 社名の由来                 |                    |

### 2010年度
| 回            | 放送日（フジテレビ）     | テーマ                       | 備考   |
| ------------- | ------------------------ | ---------------------------- | ------ |
| 第159 - 160回 | 2010年 4月14日 - 4月21日 | 国会                         |        |
| 第161回       | 4月28日                  | 言われてみれば確かに気になる |        |
| 第162回       | 5月5日                   | 東大                         |        |
| 第163回       | 5月12日                  | 人はなぜ買ってしまうのか？   | 第2弾  |
| 第164回       | 5月19日                  | 神業ゲーム                   |        |
| 第165 - 166回 | 5月26日 - 6月2日         | 養成塾                       |        |
| 第167回       | 6月9日                   | ワールドカップ               |        |
| 第168回       | 6月16日                  | 絶対売れるネーミング         |        |
| 第169 - 170回 | 6月23日 - 6月30日        | 世界不思議スポット           |        |
| 第171回       | 7月7日                   | 気になる数字のカラクリ       |        |
| 第172回       | 7月14日                  | 夏祭り                       |        |
| 第173回       | 7月21日                  | ライフセーバー               |        |
| 第174回       | 7月28日                  | 夏フェス                     |        |
| 第175回       | 8月4日                   | 違いが分かる                 |        |
| 第176回       | 8月11日                  | カレー                       |        |
| 第177 - 178回 | 8月18日 - 8月25日        | 大自然を楽しむ               |        |
| 第179回       | 9月1日                   | コスプレ                     |        |
| 第180回       | 9月8日                   | 柔道                         |        |
| 第181回       | 9月15日                  | これって意味あるの？         |        |
| 第182回       | 9月22日                  | 運動会                       |        |
| 第183回       | 10月20日                 | ノックアート                 |        |
| 第184回       | 10月27日                 | ○○語                         |        |
| 第185回       | 11月3日                  | おでん                       |        |
| 第186回       | 11月10日                 | 聖地                         |        |
| 第187回       | 11月17日                 | フォークソング               |        |
| 第188回       | 11月24日                 | 生け花                       |        |
| 第189回       | 12月1日                  | フォント                     |        |
| 第190回       | 12月8日                  | ジョン・レノン               |        |
| 第191回       | 12月15日                 | ワンピース                   |        |
| 第192回       | 12月22日                 | ノックアート                 | 第2弾  |
| 第193回       | 2011年 1月12日           | 馬術                         |        |
| 第194回       | 1月19日                  | 合気道                       |        |
| 第195回       | 1月26日                  | ギョーカイ用語               |        |
| 第196回       | 2月2日                   | 弟子入り                     |        |
| 第197回       | 2月9日                   | ライトアップ                 |        |
| 第198回       | 2月16日                  | 合唱                         |        |
| 第199回       | 2月23日                  | 東京マラソン                 |        |
| 第200回       | 3月2日                   | 驚異の催眠術                 |        |
| 第201回       | 3月9日                   | 日本人が知らないニッポン     |        |
| 第202回       | 3月16日                  | 常識アップデート             |        |
| 第203回       | 3月23日                  | 「驚異の世界」               | 総集編 |

### 2011年度
| 回            | 放送日（フジテレビ）     | テーマ                   | 備考                                |
| ------------- | ------------------------ | ------------------------ | ----------------------------------- |
| 第204回       | 2011年 4月13日           | ゴッドハンド             |                                     |
| 第205回       | 4月20日                  | シルク・ドゥ・ソレイユ   |                                     |
| 第206回       | 4月27日                  | 驚異の催眠術             | 第2弾                               |
| 第207回       | 5月4日                   | もんじゃ焼き             |                                     |
| 第208 - 209回 | 5月11日 - 5月18日        | 山手線の駅名             |                                     |
| 第210回       | 5月25日                  | ボーダーライン           |                                     |
| 第211回       | 6月1日                   | 落研                     |                                     |
| 第212回       | 6月8日                   | 殺陣                     |                                     |
| 第213回       | 6月15日                  | ボディビル               | 第2弾                               |
| 第214 - 215回 | 6月22日 - 6月29日        | ラーメン評論家           |                                     |
| 第216 - 217回 | 7月6日 - 7月13日         | 驚異の催眠術             | 第3弾                               |
| 第218回       | 7月20日                  | クラシック               |                                     |
| 第219回       | 7月27日                  | 麻婆豆腐                 |                                     |
| 第220回       | 8月3日                   | パンダ                   |                                     |
| 第221 - 222回 | 8月10日 - 8月17日        | お化け屋敷               |                                     |
| 第223回       | 8月24日                  | ホルモン                 |                                     |
| 第224回       | 8月31日                  | 東京湾大捜査             |                                     |
| 第225 - 226回 | 9月7日 - 9月14日         | 中央線                   |                                     |
| 第227回       | 9月21日                  | シズルプランナー         |                                     |
| 第228回       | 10月12日                 | 「祝5周年」              | 総集編                              |
| 第229回       | 10月19日                 | 1号店                    |                                     |
| 第230回       | 10月26日                 | マヨネーズ               |                                     |
| 第231回       | 11月2日                  | ワールドカップバレー     |                                     |
| 第232回       | 11月9日                  | 動物トレーナー           |                                     |
| 第233 - 234回 | 11月16日 - 11月23日      | 占い師                   |                                     |
| 第235回       | 11月30日                 | 鋼のマエストロ           |                                     |
| 第236 - 237回 | 12月7日 - 12月14日       | 記念日                   |                                     |
| 第238回       | 12月21日                 | お金と仲良しになる       |                                     |
| 第239 - 240回 | 2012年 1月11日 - 1月18日 | カラオケ                 |                                     |
| 第241 - 242回 | 1月25日 - 2月1日         | 日本人のマストな知識     |                                     |
| 第243 - 244回 | 2月8日 - 2月15日         | ラーメン評論家           | 第2弾                               |
| 第245回       | 2月22日                  | お金持ち                 |                                     |
| 第246回       | 2月29日                  | 鉄道模型                 | 「大人のフルスイングシリーズ」第1弾 |
| 第247回       | 3月7日                   | ミニ四駆                 | 「大人のフルスイングシリーズ」第2弾 |
| 第248回       | 3月14日                  | こんな手口にダマされるな |                                     |
| 第249回       | 3月21日                  | 「週刊 百識王スクープ」  | 総集編                              |

### 2012年度
| 回            | 放送日（フジテレビ） | テーマ                         | 備考                                             |
| ------------- | -------------------- | ------------------------------ | ------------------------------------------------ |
| 第250回       | 2012年 4月11日       | 溶接                           |                                                  |
| 第251回       | 4月18日              | オラオラ系                     |                                                  |
| 第252回       | 4月25日              | JSグッズ                       |                                                  |
| 第253回       | 5月2日               | レゴブロック、トイ・ストーリー | 「大人のフルスイングシリーズ」第3弾              |
| 第254 - 255回 | 5月9日 - 5月16日     | 馬に学ぶ名馬面                 |                                                  |
| 第256 - 257回 | 5月23日 - 5月30日    | オールナイトニッポン           |                                                  |
| 第258 - 259回 | 6月6日 - 6月13日     | ダンスが体育になったら         |                                                  |
| 第260 - 261回 | 6月20日 - 6月27日    | 雑誌ムー                       |                                                  |
| 第262回       | 7月4日               | ナポリタン                     |                                                  |
| 第263回       | 7月11日              | お台場                         |                                                  |
| 第264回       | 7月18日              | 美術さん                       |                                                  |
| 第265回       | 7月25日              | イギリス                       |                                                  |
| 第266回       | 8月1日               | 移動販売                       |                                                  |
| 第267回       | 8月8日               | 海の家のオーナー               |                                                  |
| 第268回       | 8月15日              | 訓練                           |                                                  |
| 第269回       | 8月22日              | 監視カメラ                     |                                                  |
| 第270回       | 8月29日              | ドラッグレース                 | 「super american festival」第1弾                 |
| 第271回       | 9月5日               | イカす車                       | 「super american festival」第2弾                 |
| 第272回       | 9月12日              | オカルトライター               |                                                  |
| 第273回       | 9月19日              | 涙                             |                                                  |
| 第274回       | 10月17日             | 深夜1時のお助けレシピ          |                                                  |
| 第275回       | 10月24日             | 犯罪撲滅                       |                                                  |
| 第276 - 277回 | 10月31日 - 11月7日   | 実は男のココがダメ             |                                                  |
| 第278 - 279回 | 11月14日 - 11月21日  | 外食先で使える絶品レシピ       |                                                  |
| 第280回       | 11月28日             | 推理                           |                                                  |
| 第281 - 282回 | 12月5日 - 12月12日   | 恋愛美女ドリル                 |                                                  |
| 第283回       | 12月19日             | ラーメン新人王                 |                                                  |
| 第284回       | 2013年 1月9日        | ラーメン業界                   |                                                  |
| 第285回       | 1月16日              | 3Dプロジェクションマッピング   |                                                  |
| 第286回       | 1月23日              | ひとり鍋                       |                                                  |
| 第287回       | 1月30日              | 前説                           |                                                  |
| 第288回       | 2月6日               | 錯覚                           |                                                  |
| 第289回       | 2月13日              | 秋葉原メガ盛りグルメ           |                                                  |
| 第290回       | 2月20日              | マイケル・ジャクソン           |                                                  |
| 第291回       | 2月27日              | 日本人が知らない世界のタブー   |                                                  |
| 第292回       | 3月6日               | シェアハウス                   |                                                  |
| 第293回       | 3月13日              | プラスワン物件                 |                                                  |
| 第294回       | 3月20日              | チョマジッグ                   | 「チョッとしたマジックでグッと仲良くなる」の意。 |

### 2013年度
| 回            | 放送日（フジテレビ） | テーマ                                          | 備考 |
| ------------- | -------------------- | ----------------------------------------------- | --- |
| 第295回       | 2013年 4月17日       | 手帳                                            | 渡邉美樹が著名経済人としてVTR出演している企画。 フジテレビでの放送後に2013年参議院選挙が公示され、渡邉が自由民主党の比例代表候補者となり、遅れネットの関係で投票日当日の午前中（同年7月21日9:30 - 10:00）に放送したテレビ熊本で、放送倫理・番組向上機構（BPO）により選挙の公平・公正性を損なう放送倫理違反があったとされた。 |
| 第296回       | 4月24日              | カラオケ5点UP                                   | |
| 第297回       | 5月1日               | 激セマ店                                        | |
| 第298回       | 5月8日               | 1,000円から始めるカーライフ                     | |
| 第299回       | 5月15日              | モテ声                                          | |
| 第300回       | 5月22日              | ものまね                                        | |
| 第301回       | 5月29日              | 好きな人と付き合える確率を1％だけでも上げる方法 | 「1％だけでも上げるシリーズ」第1弾 |
| 第302回       | 6月5日               | 神田カレー                                      | |
| 第303回       | 6月12日              | エイジング加工                                  | |
| 第304回       | 6月19日              | ラーメン以外の○○がウマいラーメン店              | |
| 第305 - 306回 | 6月26日 - 7月3日     | 藤ヶ谷の絵心を直したいSP                        | |
| 第307回       | 7月10日              | 恋愛が成功する確率を1％だけでも上げる方法       | 「1％だけでも上げるシリーズ」第2弾 |
| 第308回       | 7月17日              | 得するゴルフの始め方                            | |
| 第309 - 310回 | 7月24日 - 7月31日    | 北関東                                          | |
| 第311回       | 8月7日               | ネットショップ                                  | |
| 第312回       | 8月14日              | カヤックフィッシング                            | |
| 第313 - 314回 | 8月21日 - 8月28日    | 異性に告白される確率を1％だけでも上げる方法     | 「1％だけでも上げるシリーズ」第3弾 |
| 第315 - 316回 | 9月4日 - 9月11日     | コスプレイヤー                                  | |
| 第317回       | 9月18日              | 「シチュエーション別に使える知識25連発！」      | 総集編 |

## ネット局

### 最終回までのネット局
| 放送対象地域   | 放送局                    | 系列           | 放送日時                     | ネット状況 |
| -------------- | ------------------------- | -------------- | ---------------------------- | ---------- |
| 関東広域圏     | フジテレビ（CX）          | フジテレビ系列 | 水曜 1:10 - 1:40（火曜深夜） | 制作局     |
| 宮城県         | 仙台放送（OX）            | フジテレビ系列 | 水曜 1:10 - 1:40（火曜深夜） | 同時ネット |
| 秋田県         | 秋田テレビ（AKT）         | フジテレビ系列 | 木曜 0:35 - 1:05（水曜深夜） | 8日遅れ    |
| 山形県         | さくらんぼテレビ（SAY）   | フジテレビ系列 | 水曜 1:05 - 1:35（火曜深夜） | 21日遅れ   |
| 福島県         | 福島テレビ（FTV）         | フジテレビ系列 | 金曜 1:10 - 1:40（木曜深夜） | 142日遅れ  |
| 新潟県         | 新潟総合テレビ（NST）     | フジテレビ系列 | 火曜 1:35 - 2:05（月曜深夜） | 13日遅れ   |
| 長野県         | 長野放送（NBS）           | フジテレビ系列 | 水曜 1:10 - 1:40（火曜深夜） | 14日遅れ   |
| 石川県         | 石川テレビ（ITC）         | フジテレビ系列 | 木曜 1:50 - 2:20（水曜深夜） | 8日遅れ    |
| 静岡県         | テレビ静岡（SUT）         | フジテレビ系列 | 火曜 1:10 - 1:40（月曜深夜） | 27日遅れ   |
| 島根県・鳥取県 | 山陰中央テレビ（TSK）     | フジテレビ系列 | 金曜 1:38 - 2:08（木曜深夜） | 16日遅れ   |
| 広島県         | テレビ新広島（tss）       | フジテレビ系列 | 水曜 1:05 - 1:35（火曜深夜） | 7日遅れ    |
| 高知県         | 高知さんさんテレビ（KSS） | フジテレビ系列 | 金曜 0:35 - 1:05（木曜深夜） | 9日遅れ    |
| 長崎県         | テレビ長崎（KTN）         | フジテレビ系列 | 金曜 1:40 - 2:10（木曜深夜） | 8日遅れ    |
| 熊本県         | テレビくまもと（TKU）     | フジテレビ系列 | 日曜 9:30 - 10:00            | 103日遅れ  |
| 鹿児島県       | 鹿児島テレビ（KTS）       | フジテレビ系列 | 水曜 1:10 - 1:45（火曜深夜） | 14日遅れ   |

### 過去のネット局
- 北海道文化放送（uhb） - 2007年9月まで火曜 1:40 - 2:10（月曜深夜）→ 2007年10月から2008年3月まで火曜 1:30 - 2:00（月曜深夜） → 2008年4月から火曜 1:25 - 1:55（月曜深夜）に放送されていたが、2009年10月6日（5日深夜）放送の第138回「コメ」をもって打ち切り。
- 関西テレビ（KTV） - 2011年3月31日（30日深夜）放送の第202回「常識アップデート」をもって打ち切り。
- 大分放送（OBS、TBS系列）
- 富山テレビ（BBT） - 木曜 1:45 - 2:15（水曜深夜）に36日遅れで放送されていたが、2012年9月27日（26日深夜）放送の第269回「監視カメラ」をもって打ち切り。
- 岩手めんこいテレビ（mit） - 水曜 0:35 - 1:05（火曜深夜） → 水曜 0:40 - 1:10（火曜深夜）に21日遅れで放送されていたが、2012年10月17日（16日深夜）放送の第273回「涙」をもって打ち切り。
- 沖縄テレビ（OTV） - 2012年3月26日まで月曜 16:23 - 16:53に放送されていたが、その後は不定期放送。
- サガテレビ（STS） - 2012年3月23日まで土曜 1:05 - 1:35（金曜深夜）に放送されていたが、その後は不定期放送。

## スタッフ

### 最終回までのスタッフ
- 構成：小笠原英樹、酒井健作、荻森淳、杉本みな子
- リサーチ：杉山浩子、上村知子、日髙大介、石渡智大
- TD・SW：長田崇（フジテレビ）
- CAM：前田正道（フジテレビ）
- VE：大西幸二（八峯テレビ）
- AUD：鈴木雄一郎（フジテレビ）
- LD：小林敦洋（フジテレビ）
- 美術制作：古江学（フジテレビ、以前は美術プロデューサー）
- デザイン：棈木陽次（フジテレビ、以前はセットデザイン）
- 美術進行：石田博己
- 大道具：村上公志
- 装飾：武田宏樹
- 衣装：珍田愉華
- アクリル装飾：山田隼人
- ヘアメイク：大高里絵
- 編集：石井公二
- MA：水野学
- 音効：星裕介
- TK：江野澤郁子
- CG：富井真
- ペイント：吉澤真純
- 制作協力：ガスコイン・カンパニー（2008年9月まではBe-WILD、分社会社制移行により移管）、HIHO-TV
- 技術協力：4-Legs、fmt（2013年6月までは八峯テレビおよびFLT）、SUNPHONIX、IMAGICA、J-crew
- 協力：ジャニーズ事務所
- 監修：菅剛史（ガスコイン・カンパニー）
- AD：山本希江、高橋純平、数納はるな
- ディレクター：三宅佑治（NOAH）、志賀一寿（クロスロード）、井上侑也（ガスコイン・カンパニー）
- 演出：疋田雅一（HIHO-TV）
- プロデューサー：金井尚史（フジテレビ）
- チーフプロデューサー：挾間英行（フジテレビ、2012年10月9日 - ）
- 制作：フジテレビバラエティ制作センター

### 過去のスタッフ
- 構成：オークラ、細田マサシ
- リサーチ：窪田華林
- TD・SW：勝村信之（フジテレビ）
- CAM：藤枝直人（フジテレビ）、田辺絢一（フジテレビ）
- VE：小田島健秀、末永丈士（フジテレビ）
- AUD：戸田裕生（フジテレビ）、福田暁史（フジテレビ）
- LD：松岡慶子
- 美術プロデューサー：堀部信行
- 美術進行：塚原淳司、平山雄大
- 装飾：福留克年、高橋尚孝
- アクリル装飾：松本健
- ヘアメイク：久保田裕子、齋藤久子
- 編集：横山勇介
- MA→音響効果：若月正幸
- 音効：温水義成
- CG：水野美和子
- AD：浦川瞬（ガスコイン・カンパニー）、鶴岡丈志（ガスコイン・カンパニー）、渡邊豪紀（NOAH）、
- 制作協力：D:COMPLEX
- 制作進行：大川幸子
- ディレクター：荒木浩二（D:COMPLEX）
- 演出：田中孝明（フジテレビ）
- プロデューサー：大川泰（D:COMPLEX）
- チーフプロデューサー：神原孝（フジテレビ）

## スピンオフ番組

### がんばれニッポン!W杯バレーでJUMP〜百識課外授業〜
2007年ワールドカップバレーボール開幕前のPR番組として制作・放映された10分枠の帯番組。フジテレビ系列で2007年10月22日から10月25日までと10月29日から11月1日までの23:30 - 23:40（JST）に放送された。
同大会のスペシャルサポーターを務めるHey! Say! JUMPのメンバーが、バレーボール日本代表チームの情報を中心としたテーマの「百識」を解いていく。Hey! Say! JUMPのメンバーが全日本女子バレーボールチームの練習会場に突撃ルポを敢行する様子も放送された。
出演者
- 顧問：井ノ原快彦（20th Century）
- 百識団：Hey! Say! JUMP
- ゲスト（10月23日 - 25日放送分）：三屋裕子、青山繁

### 〜百識特別授業〜Hey! Say! JUMPのすべて
百識団団員であるHey! Say! JUMPと、発売を目前に控えた同グループのデビューシングル『Ultra Music Power』のPRを目的に企画された30分枠の特別番組。フジテレビ系列で、全日本女子バレーボールチームの前日の試合内容を紹介するハイライト番組の直前となる、2007年11月10日 16:00 - 16:30（JST）に放送された。
「百識」本編や「課外授業」を再編集した内容のほか、2007年ワールドカップバレーボール大会開幕前日より、同大会のスペシャルサポーターを務めるHey! Say! JUMPメンバーらに取材班が同行。彼らの行動のほか、大会開幕試合の直前に東京体育館で披露した『Ultra Music Power』の完全バージョンも放送された。
出演者
- Hey! Say! JUMP

ナレーター
- 窪田等

### がんばれニッポン!北京へJUMP〜百識王特別集中講義〜
2008年北京オリンピックのバレーボール競技・世界最終予選開幕前のPR番組として制作・放映された10分枠の帯番組。フジテレビ系列で2008年5月12日から5月15日までの23:30 - 23:40（JST）に放送された。
同大会のスペシャルサポーターを務めるHey! Say! JUMPのメンバーが、バレーボール日本代表チームの情報を中心としたテーマの「百識」を解いていく。
出演者
- 司会：山田涼介（Hey! Say! JUMP）
- 顧問：井ノ原快彦（5月12日放送分のみ）
- 百識団：Hey! Say! JUMP（髙木雄也は除く）

## 関連商品
- 『百識王presents 完全攻略（秘）ノート ゆるゲー傑作選』（ISBN 978-4-594-06116-6） 2010年1月26日発行